# 35623 Pedrodavid
35623 Pedrodavid este o planetă minoră (asteroid), cu un diametru de 4,906 km, din centura de asteroizi. A fost descoperită pe 23 mai 1998 la Stația Anderson Mesa de Lowell Observatory Near-Earth-Object Search. 
Obiectul prezintă o orbită caracterizată de o semiaxă mare de 2,6101283 UAi, o excentricitate de 0,07, o înclinație de 11,54235 ° în raport cu ecliptica.